# 赞扬士兵，赞扬农民
赞扬士兵，赞扬农民（Jai Jawan Jai Kisan）是第二任印度总理拉尔·巴哈杜尔·夏斯特里1965年在德里公共集会提出的口号。